# Paolo Minicucci
Paolo Minicucci (Roma, 22 maggio 1966) è un allenatore di calcio a 5, dirigente sportivo ed ex giocatore di calcio a 5 italiano.

## Carriera

### Giocatore
Utilizzato nel ruolo di giocatore di movimento, nella nazionale italiana ha disputato 41 gare, segnando cinque reti. Ha disputato il FIFA Futsal World Championship 1989 in cui gli azzurri sono giunti al secondo turno, rimanendo poi fuori dalle semifinali nel girone con Paesi Bassi, Belgio e Ungheria. Nel successivo FIFA Futsal World Championship 1992, l'Italia non ha superato il primo turno; Minicucci è stato convocato anche al UEFA Futsal Championship 1999 dove l'Italia conquista il bronzo, e alle qualificazioni al mondiale 2000, dal quale la nazionale italiana esce sconfitta.

### Allenatore
Dalla 28ª giornata della stagione 1999-00 subentra a Ronconi sulla panchina della Lazio, ricoprendo il doppio ruolo di allenatore-giocatore. Minicucci conduce i biancocelesti alla finale scudetto, persa per mano del Genzano. Confermato nella stagione successiva, viene però esonerato a poche giornate dal termine anche se qualificato per i playoff scudetto (sesto posto) con un roster estraneamente giovane, venendo sostituito da Marini. Nello stesso anno è nominato commissario tecnico della nazionale Under-21, con la quale ha ottenuto 34 vittorie, 10 pareggi e 7 sconfitte, ottenendo la medaglia d'argento al campionato europeo di calcio a 5 Under-21 2008. Nel 2004 frequenta il corso a Coverciano e consegue l'abilitazione ad allenatore di calcio a 5 di primo livello. Alle dimissioni di Alessandro Nuccorini nel marzo 2009, entra nello staff del nuovo commissario tecnico della nazionale maggiore, Roberto Menichelli. Nel luglio successivo viene tuttavia squalificato, inizialmente per 42 mesi anni poi ridotti a 8 causa un referto falso (redatto da un arbitro che a sua volta è stato condannato in sede penale per aver aggredito un dirigente durante una partita ufficiale) valido per la Coppa Canottieri Lazio. In seguito a ciò rassegna le proprie dimissioni. 
Nella stagione 2013-14 ritorna ad allenare, ricominciando dal Circolo Tennis EUR con cui vince il campionato di Serie C1. L'annuncio del ritiro delle competizioni da parte del club, lascia l'allenatore senza squadra; nel novembre 2014 subentra al dimissionario Salvatore Zaffiro sulla panchina della Roma Torrino in Serie A2 senza tuttavia riuscire a raggiungere la salvezza. Nella stagione 2015-16 torna in serie B per allenare la Capitolina Marconi con la quale vince il campionato di serie B girone E ottenendo la promozione diretta in serie A2.
A metà della stagione 2018-2019 subentra sulla panchina dell’EUR Massimo in Serie C2, conquistando la Coppa Lazio che assicura promozione in C1 nonostante il secondo posto finale nel proprio girone. La stagione successiva, a causa della pandemia di COVID-19, il campionato viene sospeso il giorno antecedente al big match contro gli Hornets che avrebbe determinato il vincitore del campionato di C1. Entrambe le società saranno promosse d'ufficio in Serie B. Nel 2020-2021, arrivando secondo nel proprio girone di Serie B, l'EUR si qualifica ai play-off ma soprattutto vince la Coppa Italia di Serie B. L'anno seguente, sempre in Serie B, l'EUR arriva nuovamente secondo nel proprio girone ma esce al secondo turno dei play-off. Durante l'estate del 2022 la società viene ripescata in A2 centrando la permanenza nella seconda serie.

### Dirigente
Nella stagione 2010-11 è nominato direttore generale della Canottieri Lazio, carica che ricopre fino al dicembre 2011 quando, in contrasto con la società per la gestione tecnica ed economica, rassegna le proprie dimissioni.

## Palmarès

### Giocatore

#### Competizioni nazionali
- Campionato italiano: 2

Roma RCB: 1989-90
Lazio: 1997-98
- Coppa Italia: 3

Roma RCB: 1989-90
Lazio: 1997-98, 1998-99

#### Competizioni internazionali
- European Champions Tournament: 1

Roma RCB: 1989-90